# Mammoth Mountain Ski Area
Die Mammoth Mountain Ski Area liegt in Kalifornien am Rande der Sierra Nevada, im Inyo National Forest, und gehört zu den größten Skigebieten in den westlichen USA. Es umfasst eine Fläche von 14,2 Quadratkilometern und wird von der Alterra Mountain Company betrieben.

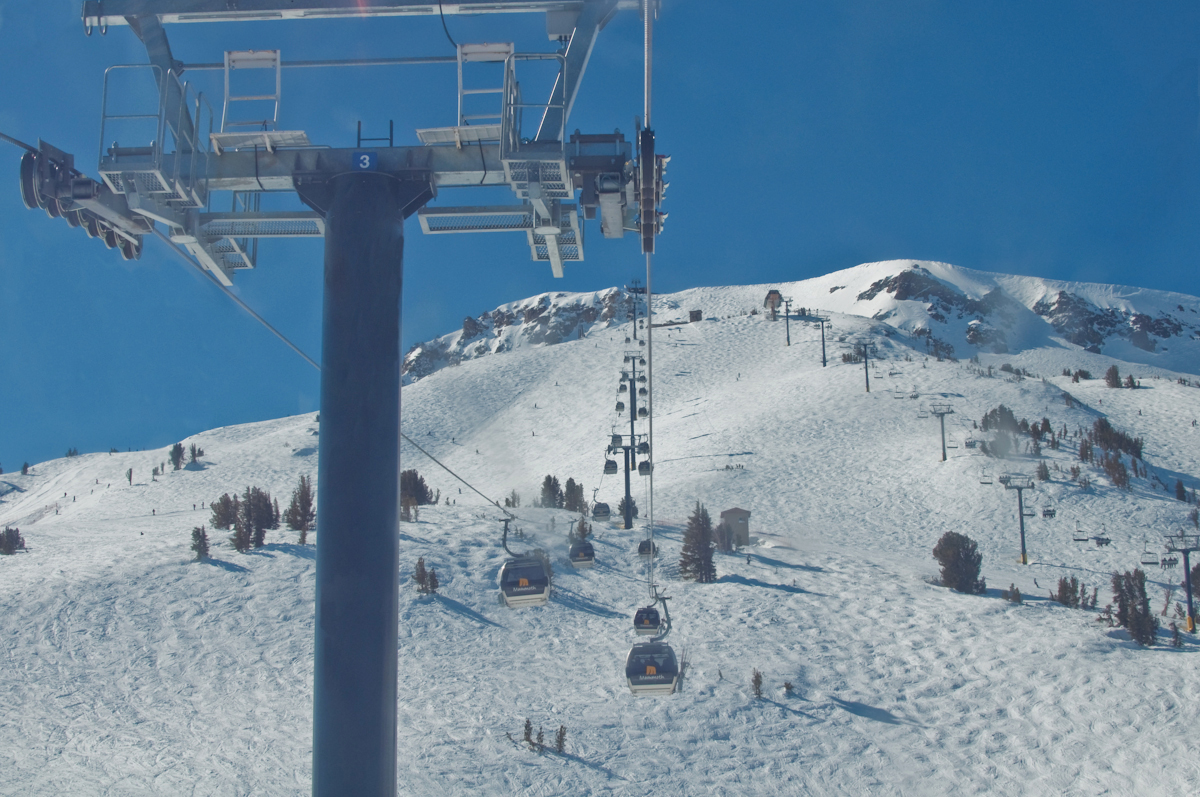
Mammoth Mountain Skigebiet

## Name
Die Mammoth Mountain Ski Area bezieht ihren Namen vom Mammoth Mountain, einem Vulkan, der vor etwa 57.000 Jahren bei einer Eruption entstanden ist. Das Skigebiet befindet sich auf seiner Caldera. Noch heute gibt Mammoth Mountain giftige Kohlendioxid- und Schwefelwasserstoffdämpfe frei. Dadurch haben sich auch schon tödliche Unfälle ereignet.

## Lage
Das Skigebiet befindet sich sowohl im Mono County als auch im Madera County. Nahe der Stadt Mammoth Lakes befindet sich ein Flughafen, der von Los Angeles aus bedient wird. Aber auch Flüge von San Francisco und Denver erreichen den Flughafen im Sommer. Von der Los Angeles’ Metrolink Endstation in Lancaster, bietet Eastern Sierra Transit eine tägliche Busverbindung bis ins Skigebiet an sowie ebenso vom Amtrak-Bahnhof in Reno.
Der tiefste Punkt des Skigebiets ist Eagle Lodge in einer Höhe von 2424 Metern. Die 150 Skipisten, die ab einer Höhe von 3369 Metern ins Tal führen, werden von 28 Skiliften bedient.

## Geschichte
Das Skigebiet wird seit den 1930er Jahren genutzt. Dave McCoy (1915–2020) übernahm die Ski Area 1941/1942 und erhielt die Erlaubnis zum Ausbau des Skigebiets 1953. Ihm gelang es, das Skigebiet zu einem kommerziellen Erfolg zu führen.

## Trivia
Das Maskottchen der Ski Area ist ein Mammut namens „Woolly“.